# 宮脇檀

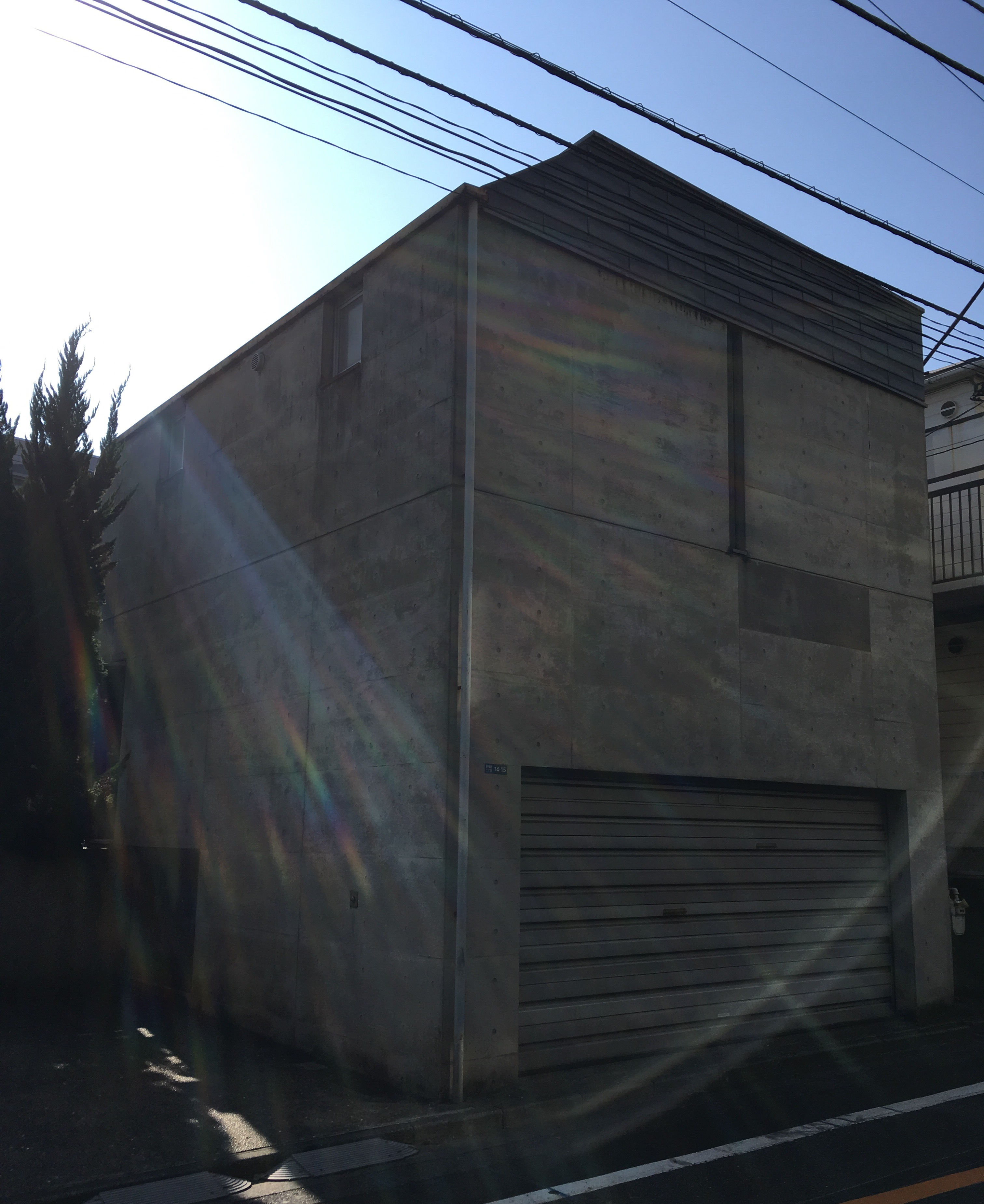
松川ボックス

宮脇 檀(みやわき まゆみ、1936年2月16日 - 1998年10月21日)は、建築家、エッセイスト。男性。

## 経歴
洋画家宮脇晴とアップリケ作家の宮脇綾子の子として愛知県名古屋市で生まれた。1954年東京芸術大学入学、担当教授は岡田捷五郎、吉田五十八、吉村順三。病気のため1年休学ののち1959年卒業。東京大学大学院に入学、芸大時代から都市計画に興味を持ち、東京大学では高山英華研究室に所属。在学中、石津謙介の依頼で帝人メンズショップの設計を行い、その設計料で車を買って2か月かけて日本一周。全国の集落を見て、その美しさに感激する。その経験がのちのデザインサーベイ、住宅地の全体計画の仕事につながってゆく。
代表的な建築作品に打放しコンクリートの箱型構造と木の架構を組み合わせたボックスシリーズがあり、「松川ボックス」は1979年に第31回日本建築学会賞作品賞を受賞した。また住宅地の全体計画においては、単体の住宅ではなく、その集合の在り方、街並みとしての景観の作り方、コミュニティーの在り方、車と歩行者の共存を考え、クルドサック、ボンエルフなどの考え方を取り入れた。
同世代で関西で活躍していた建築家、都市計画家水谷頴介と親友関係にあった。水谷が顧問を務めていた都市計画コンサルタント、株式会社コー・プランが阪神・淡路大震災による被害を受けた際、食料等を東京から自ら届けている。また社屋の再建の設計は、宮脇が務めている。
法政大学、東京大学、共立女子大学等の講師、日本建築家協会理事、東京建築士会評議員、日本建築学会委員を務めた。

## 略歴
- 1936年 愛知県名古屋市生。
- 1959年 東京芸術大学美術学部建築科卒。
- 1961年 東京大学大学院工学系研究科修士課程修了。
- 1964年 一級建築士事務所　宮脇檀建築研究室を設立。
- 法政大学講師
- 1971年 共立女子大学講師
- 1973年 YMCAデザイン研究所講師、文化学院大学講師
- 1975年 広島大学講師　東京大学講師
- 1991年 日本大学生産工学部建築工学科教授。
- 1998年 咽頭癌のため逝去。

## 作品

### 建築作品
| 名称                           | 年                 | 所在地           | 状態     | 備考                   |
| ------------------------------ | ------------------ | ---------------- | -------- | ---------------------- |
| 帝人メンズショップ銀座店       | 1964年（昭和39年） | 東京都中央区     | 現存せず |                        |
| もうびいでぃっく               | 1966年（昭和41年） | 山梨県山中湖村   | 現存せず |                        |
| あかりのや                     | 1967年（昭和42年） | 東京都           | 現存せず |                        |
| プラザハウス                   | 1968年（昭和43年） | 神奈川県箱根町   |          |                        |
| 秋田相互銀行盛岡支店           | 1970年（昭和45年） | 岩手県盛岡市     |          |                        |
| ブルーボックスハウス           | 1971年（昭和46年） | 東京都世田谷区   |          |                        |
| 松川ボックス                   | 1971年（昭和46年） | 東京都新宿区     |          |                        |
| かんのぼっくす                 | 1971年（昭和46年） | 埼玉県さいたま市 |          |                        |
| 秋田相互銀行二ツ井支店         | 1971年（昭和46年） | 秋田県能代市     |          |                        |
| 墨国大飯店                     | 1971年（昭和46年） | 東京都練馬区     | 現存せず | 『商店建築』           |
| グリーンボックス＃1            | 1972年（昭和47年） | 東京都目黒区     | 現存せず |                        |
| グリーンボックス＃2            | 1972年（昭和47年） | 神奈川県藤沢市   |          |                        |
| 三角箱                         | 1972年（昭和47年） | 群馬県桐生市     |          |                        |
| 熊本ボックス                   | 1973年（昭和48年） | 京都府京都市     | 現存せず |                        |
| VILLA 福村                     | 1974年（昭和49年） | 栃木県那須町     |          | 現・offesso            |
| 船橋ボックス                   | 1975年（昭和50年） | 東京都文京区     | 現存せず |                        |
| 秋田相互銀行秋田南支店         | 1975年（昭和50年） | 秋田県秋田市     | 現存せず |                        |
| 国際女子研修所                 | 1975年（昭和50年） | 神奈川県茅ヶ崎市 |          |                        |
| 秋田相互銀行角館支店           | 1976年（昭和51年） | 秋田県仙北市     |          |                        |
| 木村ボックス                   | 1976年（昭和51年） | 兵庫県神戸市     |          |                        |
| BOX-A QUARTER CIRCLE           | 1976年（昭和51年） | 東京都新宿区     | 現存せず |                        |
| 高畠ボックス                   | 1977年（昭和52年） | 東京都目黒区     |          |                        |
| 横尾ボックス                   | 1979年（昭和54年） | 千葉県市川市     |          |                        |
| 大場邸                         | 1980年（昭和55年） | 東京都杉並区     | 現存せず |                        |
| 森ボックス                     | 1981年（昭和56年） | 神奈川県横須賀市 |          |                        |
| 斎藤隆夫記念館静思堂           | 1983年（昭和58年） | 兵庫県豊岡市     |          |                        |
| 中山邸                         | 1983年（昭和58年） | 埼玉県川口市     | 現存せず |                        |
| ユーロハイツ参宮橋             | 1984年（昭和59年） | 東京都渋谷区     |          |                        |
| CHOI-BOX                       | 1984年（昭和59年） | 東京都大田区     |          |                        |
| ドゥオモ・ハラッパ             | 1987年（昭和60年） | 東京都大田区     |          | 現・カーサ・フェルテ   |
| コスモ目白アパートメント       | 1988年（昭和63年） | 東京都豊島区     |          |                        |
| 白桃房                         | 1989年（平成元年） | 東京都渋谷区     | 現存せず |                        |
| 旧出石町立伊藤美術館           | 1990年（平成2年）  | 兵庫県豊岡市     |          | 現・伊藤清永美術館     |
| ロイヤルパークホームズ         | 1991年（平成3年）  | 東京都江東区     |          |                        |
| 豊田市高岡公園体育館           | 1991年（平成3年）  | 愛知県豊田市     |          |                        |
| コモンシティ星田ふれあいプラザ | 1993年（平成5年）  | 大阪府交野市     |          |                        |
| 和鋼博物館                     | 1993年（平成5年）  | 島根県安来市     |          |                        |
| 出石町役場                     | 1993年（平成5年）  | 兵庫県豊岡市     |          |                        |
| 姫路市書写の里・美術工芸館     | 1994年（平成6年）  | 兵庫県姫路市     |          |                        |
| 旧堀之内町民体育館             | 1996年（平成8年）  | 新潟県魚沼市     |          | 現・堀之内体育館       |
| 出石町立出石中学校             | 1999年（平成11年） | 兵庫県豊岡市     |          | 現・豊岡市立出石中学校 |
| 町田の家                       | 2000年（平成12年） | 東京都町田市     |          |                        |
| 新中野プロジェクト             | 2005年（平成17年） | 東京都中野区     |          |                        |

### 住宅地作品
- 諏訪野住宅地
- つくば松代
- つくば二の宮
- コモンシティ船橋1、2期
- 高幡鹿島台ガーデン（1984）
- フォレステージ高幡鹿島台（1998）（多摩のまちなみ建築デザイン賞2007大賞、グッドデザイン賞1999年施設部門）
- 前沢パークタウン
- 桜ヶ丘ハイツ 皐ヶ丘3、4期
- 桃花台ニュータウン グリーンテラス城山
- コモンシティ星田B-1
- 阪南スカイタウンB-3ブロック
- 六甲アイランドCITY ウエストコート5番街
- 六甲アイランドCITY イーストコート5番街
- 高須ニュータウン（高須住宅地　緑の都市賞建設大臣賞 1985）
- 高須青葉台ニュータウン 青葉台ぼんえるふ
- コモンライフ新宮浜
- シーサイドももち 中2街区
- 明野ボンエルフ
- 東急柏ビレッジ

## 著書
- 日本の住宅設計―作家と作品-その背景/彰国社/（1976・10）
- 混構造住宅の詳細　宮脇檀建築研究室の作品30題/建築資料研究社/（1980・8）
- 日本現代建築家シリーズ(1)宮脇檀/新建築社/（1980・9）
- 新・3LDKの家族学/グロビュー社（1982・10）（文庫：三笠書房/（1987・3）
- 日曜日の住居学/丸善/（1983・4）（文庫：講談社/1995・8）
- 宮脇檀―人間のための住宅のディテール/丸善/（1984・4）
- 旅は俗悪がいい/グロビュー社/（1984・11）（文庫：中央公論社/（1988・12））
- 住まいとほどよくつきあう/新潮社/（1986・1）（文庫：新潮社/（1994・4））
- 宮脇檀の住宅設計ノウハウ/丸善/（1987・6）
- それでも建てたい家/新潮社/（1991・5）（文庫：新潮社/（1995・6）
- 建築家の眼・好奇心への旅/世界文化社/（1991・7）
- 都市に住みたい/PHP研究所/（1992・11）
- 宮脇檀の住宅設計テキスト/丸善/（1993・8）
- 度々の旅/PHP/（1993・11）
- 暮らしをデザインする/丸善/（1995・3）
- 宮脇檀の住宅/丸善/(1996・2）
- 父たちよ家へ帰れ/新潮社/（1996・2）（文庫：新潮社/（1998・11））
- 都市の快適居住学/PHP文庫/(1996･7)
- 最後の昼餐/新潮社/（1997・12）
- 男の生活の愉しみ―知的に生きるヒント/PHP/（1998・3）
- 宮脇檀の「いい家」の本/PHP研究所/（1998・7）
- 男と女の家/新潮社/（1998・10）
- 日本の伝統的都市空間/中央公論美術出版（宮脇檀・法政大学宮脇ゼミナール）/（2003・2）
- 実測術/学芸出版社（中山繁信・陣内秀信編著）/（2001・6）

## デザインサーベイ
大学院時代の日本一周旅行で、日本の集落をつぶさに観察し、その美しさに感動した宮脇は、その個人的な感動をその基盤がどこに存し、どのように分析する方法があるのかを模索していた。また、伝統的な街について語るとき、感覚的な印象論・抽象論か、歴史学的な文献分析で終わってしまうもどかしさに対し、少なくとも町が僕たちに与える感動の実態を客観かつ実証的に解明することが必要である、とも語っている。
1965年の夏にオレゴン大学が金沢幸町の調査を行い、その抄録が「国際建築」1966年11月号に掲載されて、伊藤ていじはその巻頭論文として「デザイン・サーベイ方法論考」を書いている。1964年に法政大学工学部建築学科の非常勤講師となっていた宮脇は、それに触発されるように1966年には、ゼミの学生の卒論のテーマとして、倉敷のデザインサーベイを行う。以降、8年間で日本の伝統的な集落9カ所のデザインサーベイを行った。
従来のフィールドワークが建築単体、もしくは集落の狭い部分を対象としていたのに対して、デザインサーベイの概念は、ある目的を持って集落全体、もしくはそれに準ずるひとつの共同体を実測し、それらを図化することによって視覚的な資料を作成、そして分析する手法と言える。宮脇ゼミのデザインサーベイは、一貫して集落の構造と景観を分析するための客観的資料の作成と言うスタンスを取ってきた。これらの成果は次の本にまとめられた。「日本の伝統的都市空間」（中央公論美術出版）、「実測術」(学芸出版社）
- 1966年　倉敷（岡山県倉敷市中央一丁目） 発表誌「国際建築」1967年3月号
- 1967年　馬籠（岐阜県中津川市馬籠） 発表誌「建築文化」1968年8月号
- 1968年　萩（山口県萩市呉服町、南古萩町）、五個荘（滋賀県東近江市五個荘山本町）発表誌「建築文化」1969年9月号
- 1969年　琴平（香川県仲多度郡琴平町） 発表誌「建築文化」1970年9月号
- 1970年　稗田（奈良県大和郡山市稗田町）
- 1971年　室津（兵庫県たつの市御津町室津）報告書「兵庫の町並み」兵庫県教育委員会
- 1972年　篠山（兵庫県丹波篠山市河原町） 報告書「兵庫の町並み」兵庫県教育委員会
- 1973年　平福（兵庫県佐用郡佐用町） 報告書「兵庫の町並み」兵庫県教育委員会

## 宮脇檀に師事した人物
- 椎名英三

## 宮脇事務所出身者
- 椎名英三
- 藤江和子

## 家族
- 宮脇晴（画家）は、父。
- 宮脇綾子（アップリケ作家）は、母。
- 宮脇彩（エッセイスト）は、長女。
- 宮脇誠 （骨董商）は、甥。